# Brouwerij Bourgogne Kruis
Brouwerij Bourgogne Kruis is een Nederlandse onafhankelijke bierbrouwerij in Oosterhout in de provincie Noord-Brabant.

## Geschiedenis
De brouwerij werd in 2009 opgericht door Willem en Paul Thuring samen met brouwmeester Jan van den Bemd, in een bedrijfspand uit de jaren 1960, in samenwerking met Brouwtechniek Nederland. De brouwinstallatie heeft een brouwcapaciteit van 1000 liter en het eerste bier werd in 2012 op de markt gebracht. De brouwerij is de opvolger van de oude gelijknamige familiebrouwerij die in 1920 opgericht werd door de grootvader van Jan van den Bemd, Antonius van den Bemd in Oudenbosch. Begin jaren 1950 kwam er echter een einde aan de brouwactiviteiten.

## Bieren
- Bourgogne Kruis Gold, tarwebier met een alcoholpercentage van 5%
- Bourgogne Kruis Bronze, dunkelweizen met een alcoholpercentage van 6,5%
- Bourgogne Kruis Silver, Trippel, blond bier met een alcoholpercentage van 8%
- Bourgogne Kruis White IPA, blond bier met een alcoholpercentage van 6%
- Bourgogne Kruis Sherpa Porter, stout met een alcoholpercentage van 6%
- Bourgogne Kruis Aviator,  weizen met een alcolholpercentage van 5%
- Bourgogne Kruis General Purpose,  pilsner met een alcoholpercentage van 5,5%